# Docklands Floating Bridge

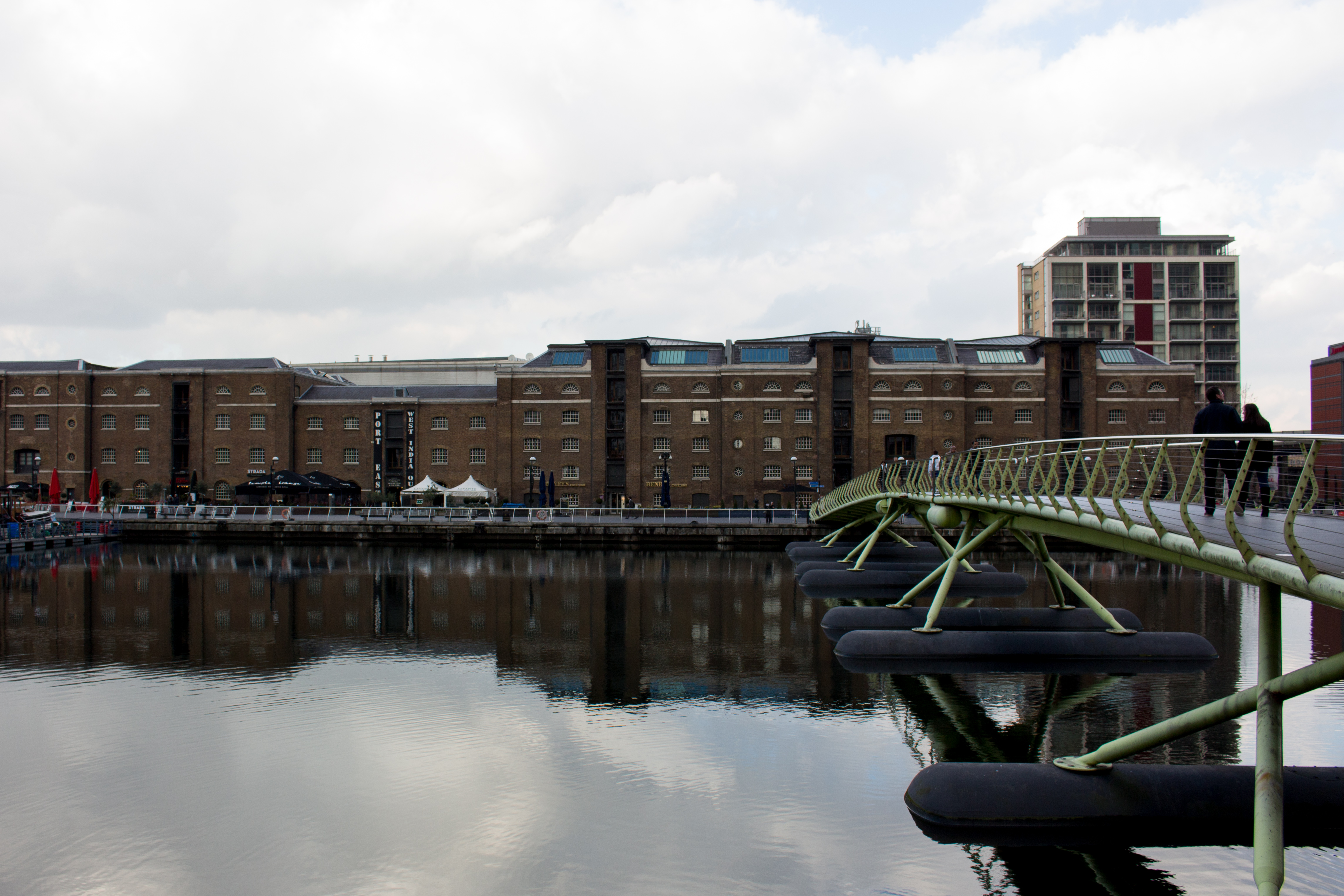
Severní nábřeží a plovoucí most

Docklands Floating Bridge je pěší pontonový most přes vodní kanál spojující londýnskou moderní čtvrť Canary Wharf a skladovou čtvrť z 19. století West India Quay. Byl navržený architektonickou kanceláří Future Systems s vedením Jana Kaplického. Most byl postaven mezi roky 1994 až 1996. Projekt stál 1,5 milionu GBP.
Štíhlý tvar mostu má lehko ocelovou konstrukci s hliníkovou pochozí vrstvou, ta spočívá na čtyřech párech pěnou naplněných pontonů o průměru 2,8 metrů, které jsou kotveny k betonovým pilotám. Oba konce mostu jsou níž než střed, jeho střed se dá hydraulicky otevřít a mohou zde proplouvat lodě. Noční nasvícení byla jedna z hlavních koncepcí této stavby, v zábradlí jsou elegantně zasazena světla. Svou svítivě zelenou barvou evokuje pestrobarevný hmyz a lehce se dotýká vody jako bruslařka, chce chodci způsobit pocit svobody.
Většina částí mostů byla prefabrikována a složena dohromady podle ideálů Future Systems na vnitřním pracovišti. Až poté byly dvě poloviny mostu z továrny přesunuty s policejním doprovodem Londýnem na místo určení.